# Precipici de vidre
El precipici de vidre és el fenomen mitjançant el qual les dones en llocs de lideratge, com les executives en el món empresarial i les candidates a eleccions polítiques, tenen més probabilitats que els homes d'aconseguir llocs de direcció durant períodes de crisis o recessió, en els quals la probabilitat de fracàs és major.

## Orígens
El terme va ser encunyat en 2004 pels professors britànics Michelle K. Ryan i Alexander Haslam de la Universitat d'Exeter. Ryan i Haslam van examinar els resultats de les empreses del FTSE 100 abans i després del nomenament de nous directius. Van trobar una tendència segons la qual les empreses que van nomenar dones com a directives portaven obtenint mals resultats en els cinc mesos anteriors. En analogia amb el concepte de sostre de vidre, aquest treball va conduir a la identificació d'un fenomen conegut com a "precipici de vidre", és a dir, un precipici amb una vora invisible i que, per tant, no permet percebre el perill de precipitar-se cap al fracàs. El risc està a accedir a una posició executiva que, aparentment, permet traspassar el sostre de vidre, però que, fet i fet, només pot comportar un enrenou, ja que els objectius inicials eren inaccessible. El terme es va crear per al món de l'empresa, però, amb el temps, el seu ús s'ha estès també a la política i altres àmbits.

## Resum
La recerca de Ryan i Haslam va mostrar que, una vegada les dones trenquen el sostre de vidre i assumeixen posicions de lideratge, sovint passen per experiències diferents a les dels seus homòlegs masculins. En concret, les dones tenen més probabilitats d'ocupar llocs precaris i, per tant, amb major risc de fracassar, bé per ser nomenades per a dirigir organitzacions (o unitats organitzatives) en crisis, bé per no rebre el suport i els recursos necessaris per a l'èxit. La permanència en el càrrec dels directors executius sol ser més curta en les empreses que tenen dificultats, en comparació amb les que són estables. Evocant la metàfora del sostre de vidre, Ryan i Haslam van encunyar l'expressió glass cliff (literalment, ‘penya-segat de vidre’) per a referir-se al perill que implica l'exposició a la caiguda per no ser evident el risc.
El concepte de precipici de vidre també s'empra per a descriure la discriminació laboral experimentada per líders amb discapacitats o pertanyents a minories.
L'evidència del fenomen del precipici de vidre s'ha documentat també en el terreny jurídic. En 2006, un estudi va evidenciar com era molt més probable que els estudiants de dret assignessin un cas d'alt risc a una advocada que a un advocat. Un altre estudi, en 2010, va descobrir que els estudiants universitaris britànics de ciències polítiques eren més proclius a optar per un polític home per a postular-se a un escó segur en unes eleccions i, no obstant això, molt més propensos a seleccionar a una candidata quan l'escó es descrivia com a difícil d'aconseguir.
D'altra banda, un treball de 2009 sobre els resultats empresarials anteriors al nomenament del seu director general sosté que, en el cas de les CEO en EE.UU, les dones no tenen més probabilitats que els homes de ser seleccionades per a llocs de lideratge precaris.

## Explicació
S'han proposat moltes teories per a explicar l'existència del precipici de vidre. D'una banda, la professora de psicologia de la Universitat de Houston, Kristin J. Anderson, afirma que les empreses faciliten posicions de precipici de vidre a les dones perquè les consideren "més prescindibles i millors bocs expiatoris". Segons Anderson, les organitzacions que ofereixen a les dones treballs difícils ho fan perquè creuen que guanyen de qualsevol manera: si la dona té èxit, l'empresa estarà millor; si fracassa, la hi podrà culpar i l'empresa no sols no estarà pitjor, sinó que a més rebrà el crèdit per haver estat igualitària i progressista, i a continuació podrà tornar a la seva pràctica anterior de nomenar a homes.
Per la seva banda, Haslam i Ryan mostren com les persones creuen que les dones estan més ben preparades per a liderar empreses estressades o en mala ratxa, ja que les consideren més afectuoses, creatives i intuïtives. Aquests investigadors sostenen que no s'espera necessàriament que les dones liderin millor la situació, sinó que se les veu com a bones gestores de persones i, a més, disposades a assumir la culpa del fracàs en la gestió. Haslam sosté que les dones executives són més propenses que els homes a acceptar posicions en precipicis de vidre perquè no tenen accés a la informació d'alta qualitat i al suport que normalment alertaria als executius perquè declinessin l'oferta. Els professors de la Universitat Estatal d'Utah Ali Cook i Christy Glass afirmen que les dones i altres minories veuen les ofertes de treball arriscades com la seva única oportunitat.
Dos anys més tard, un estudi de 2007 va mostrar que, entre les persones consumidores de notícies del Regne Unit, les dones eren més proclius que els homes a acceptar que el precipici de vidre existeix i és perillós i injust per a les dones executives. Les participants de l'estudi van atribuir l'existència del precipici de vidre a la falta d'altres oportunitats per a les dones executives, al sexisme i al favoritisme dels homes dins del grup, és a dir, al biaix endogrupal masculí. Per contra, en opinió dels homes participants en l'estudi, les dones estan menys preparades que els homes per a exercir rols de lideratge difícils o per a prendre decisions estratègiques i, segons ells, el precipici de vidre no està relacionat amb el gènere.

## Implicacions per a les dones executives
Les posicions en precipicis de vidre corren el risc de danyar la reputació i les perspectives professionals de les executives ja que, quan una empresa obté mals resultats, la gent tendeix a culpar a les dones per la seva deficient gestió, sense tenir en compte les variables situacionals o contextuals. Els investigadors han descobert que a les dones en posició de lideratge, una vegada que han fracassat, els resulta més difícil que als homes tenir segones oportunitats, atès que compten amb menys mentors i patrocinadors, així com amb menys accés a una xarxa protectora de contactes.

## Precipici de vidre per a líders racials i de minories ètniques
El concepte de precipici de vidre també s'ha utilitzat per a descriure la discriminació laboral que sofreixen els líders pertanyents a minories o persones amb discapacitats
Una recerca que analitzava als entrenadors cap dels equips esportius de la NCAA va descobrir que els homes de grups minoritaris racials i ètnics eren ascendits a llocs de lideratge més alts en temps de crisi. En les universitats històricament negres, els líders de minories eren nomenats amb més freqüència que els líders blancs en qualsevol circumstància, però en altres universitats, els líders de minories eren nomenats per a llocs de lideratge sobretot en temps de crisi. També és probable que aquests líders sofreixin pressions de gran visibilitat, escrutini i rendiment que els seus homòlegs blancs no reben. L'estudi també va trobar proves de l'efecte salvador, la idea que les organitzacions buscaran "salvadors", normalment blancs, quan els líders de les minories no siguin capaces d'oferir resultats d'alta qualitat en temps de crisi.
Fora de la NCAA, això ha ocorregut en l'esfera política. Sovint, l'elecció en 2008 de Barack Obama, el primer president negre dels Estats Units d'Amèrica, en plena crisi financera mundial, es considera una prova del fenomen del precipici de vidre per als grups racials i ètnics minoritaris En la política britànica, les recerques han indicat que els escons conservadors negres i de minories ètniques són més difícils de guanyar que altres escons conservadors, la qual cosa indica conclusions similars a altres recerques sobre el precipici de vidre polític per a les candidates. No obstant això, aquest fenomen és específic del partit conservador, que tradicionalment ha promogut sentiments antiimmigració que poden contribuir a això.
Les dones pertanyents a minories s'enfronten a un precipici de vidre duplicat, ja que es veuen afectades tant pel seu gènere com per la seva raça.A les dones negres se'ls sol assignar una quantitat de treball insostenible en els llocs més alts, la qual cosa crea barreres en les seves carreres. A més, s'ha argumentat que les dones negres poden ser ascendides a llocs de lideratge degut a estereotips antiquats relacionats amb els trets masculins que es considera que tenen les dones negres. A més de les lluites relacionades amb el lideratge, és probable que les dones negres també s'enfrontin a un pes afegit de microagressions i a un major qüestionament de les qualificacions.

## Exemples

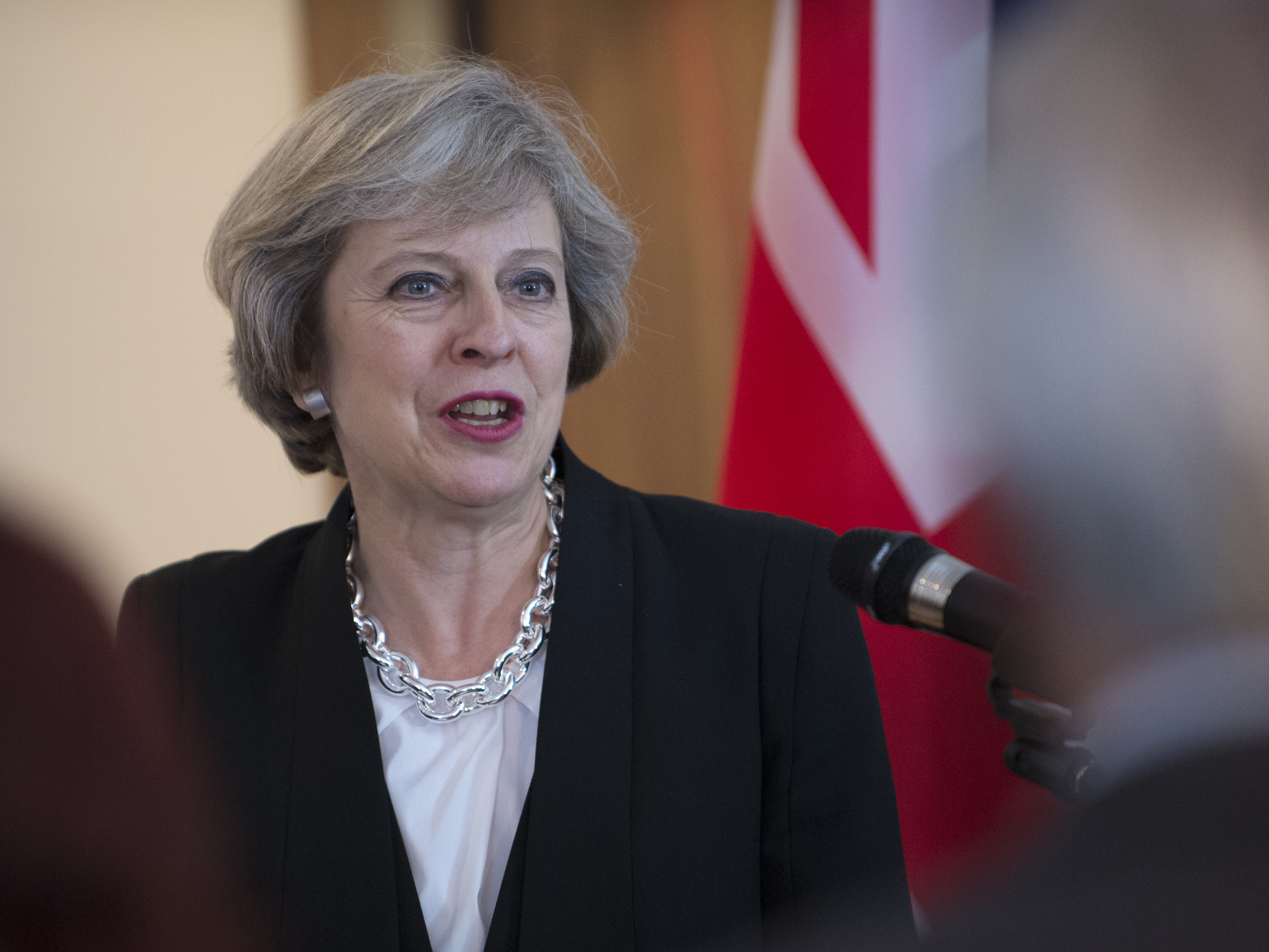
Theresa May en 2016

Els mitjans de comunicació han descrit els següents exemples del precipici de vidre:
- El 1990, dues dones van ser nomenades caps de govern a Austràlia: Joan Kirner va heretar un significatiu dèficit en Victoria, mentre que Carmen Lawrence va encapçalar un partit que havia estat prèviament acusat de corrupció.[25] En 2009, Kristina Keneally va ser nomenada primera ministra de Nova Gal·les del Sud, en un moment en què les enquestes donaven mals resultats al seu partit, i finalment va sortir derrotada en 2011.[26] Julia Gillard va ser la primera dona nomenada primera ministra d'Austràlia i posteriorment va ser apartada enmig de queixes sobre el procediment del partit per a triar representants en el parlament.[27][28]
- El 1993, el Partit Conservador Progressista canadenc, que s'enfrontava a índexs d'aprovació baixos i a una derrota gairebé segura en les següents eleccions generals, va elegir a Kim Campbell, llavors ministra de Defensa, per a reemplaçar a Brian Mulroney com el seu líder. L'elecció va suposar per als conservadors progressistes una de les derrotes més devastadores en la història canadenca, en passar de 156 a només 2 escons.[29]
- El 2002, la llavors poc rendible empresa de telecomunicacions Lucent Technologies va designar a Patricia Russo com a directora executiva i després la va reemplaçar per Ben Verwaayen.[9]
- El 2008, després de la crisi financera d'Islàndia, es va nomenar a diverses dones per a reparar la indústria amb l'argument que perspectives més àmplies evitarien que ocorreguessin els mateixos errors.[30]
- El 2010, Dilma Rousseff va ser nomenada candidata a la presidència del Brasil pel Partit dos Treballadors mentre estaven sent investigats per la Policia Federal a causa de denúncies per trames de corrupció. Va guanyar les eleccions i després, en 2014, la reelecció. Més tard, en 2016, va ser ella mateixa l'acusada.[31]
- El 2011, Christine Lagarde va ser nomenada directora gerent del Fons Monetari Internacional, durant la crisi de l'euro i la intensificació de la crisi del deute sobirà europeu, especialment a Grècia, amb el temor imminent d'incompliment de pagaments.[4][5]
- En 2011, "una època horrible per als periòdics", Jill Abramson va ser nomenada editora de The New York Times, i en 2014 va ser acomiadada.[32]
- El 2012, Marissa Mayer va abandonar una prometedora carrera en Google en ser nomenada directora executiva de Yahoo!, que en aquest moment travessava una etapa caòtica i de grans pèrdues en haver perdut una gran quota de mercat enfront dels seus competidors.[4][33][31]
- El 2015, Ellen Pao, després de ser directora executiva en solitari de Reddit durant uns mesos, va renunciar enmig d'una gran controvèrsia.[34] Gran part de la polèmica va ser per l'acomiadament de la popular empleada de Reddit, Victoria Taylor, encara que el exdirector executiu de Reddit, Yishan Wong, va revelar que va ser per decisió del cofundador Alexis Ohanian, no de Pao.[35][36][37]
- El 2016, Theresa May es va convertir en líder del Partit Conservador i primera ministra del Regne Unit després que David Cameron renunciés a causa del resultat d'un referèndum per a abandonar la Unió Europea i com a conseqüència del qual va caure el valor de la lliura esterlina a nivells no vists en més de 30 anys.[4][38][4]
- El 2020, Inés Arrimadas va ser nomenada presidenta de Ciutadans després d'una desfeta electoral en la qual el seu partit va passar de 57 escons en el Congrés a només 10, motiu pel qual va dimitir el seu predecessor, Albert Rivera.[4]
- El 2020, Sophie Wilmès es va convertir en la primera dona primera ministra a Bèlgica, just durant la crisi del COVID-19.
- El febrer de 2021, Jane Fraser va ser nomenada presidenta i directora executiva de Citigroup, en plena pandèmia de COVID-19, com a successora de Michael Corbat, sota el mandat de la qual van caure amb força els ingressos de l'entitat.[39] A més, va ser durant la presidència d'aquest quan l'entitat va fer, per error, una transferència de 900 milions de dòlars, en lloc de per 7,8 milions. 500 d'aquests milions seguien en litigi en els tribunals i pendents de ser recuperats quan Fraser va ocupar el càrrec.[40]
- L'any 2023 el canvi de presentador del programa de nit Zona Franca de TV3 quan Joel Díaz va deixar pas a Danae Boronat també es va descriure com un cas de precipici de vidre, a causa del fet que el programa televisiu estava en un moment de crisi després de l'expulsió del col·laborador Manel Vidal.[41]